# Marziya Davudova
 (août 2024).
 (août 2024).
Si vous disposez d'ouvrages ou d'articles de référence ou si vous connaissez des sites web de qualité traitant du thème abordé ici, merci de compléter l'article en donnant les références utiles à sa vérifiabilité et en les liant à la section « Notes et références ».
Marziya Davudova (Mərziyyə Yusif qızı Davudova) née le 25 novembre 1901 à Astrakhan et morte le 6 janvier 1962 à Bakou, est une actrice de théâtre et de cinéma, artiste du Peuple de la RSS d’Azerbaїdjan.

## Biographie
Marziya Davudova naît dans une famille tatare. En 1917, Marziya apparait pour la première fois sur la scène du théâtre dramatique tatar d'Astrakhan. En 1920, elle entre dans la troupe du Théâtre dramatique de Bakou. Marziya Davudova arrive au Théâtre d'Azerbaïdjan Azizbekov à une époque où il n'y a pas assez d'actrices[réf. nécessaire]. Les cadres professionnels nationaux[Lesquels ?] n'ont pas encore émergé dans le domaine de l'art théâtral et les rôles féminins sont attribués à des actrices d'autres nationalités.

### Rôles
Marziya Davudova attire l'attention avec un haut niveau de compétences d'interprétation[réf. nécessaire]. Elle endure « sur elle-même », des premiers aux derniers jours au théâtre, tout l'essentiel des rôles féminins de son répertoire. Des simples gens aux reines, des femmes naïves illettrées aux héroïnes aristocratiques très intelligentes, il s'agit de rôles dans des pièces historiques, classiques et dans le répertoire moderne d'auteurs azerbaïdjanais, russes et d'Europe occidentale.

## Théâtrographie
- ? : Gultekin (Aydin) de Djafar Djabbarli : ?
- ? : Oktay Eloglu de Firanguiz Ahmedova : ?
- ? : Solmaz (Mariée de feu) : ?
- ? : Almas : Yakhshi : ?
- ? : Cheikh Sanan de Huseyn Djavid : Humar
- ? : Khanlar de Samed Vurgun : Gyzieter
- ? : Mamedkhanly Gyulzar (Matin de l'Est) : ?
- ? : Hayat de Mirza Ibrahimov : ?
- ? : Royal Barber de'Anatoli Lounatcharski : Blanca
- ? : Othello de William Shakespeare : Desdémone
- ? : Macbeth de William Shakespeare : Lady Macbeth
- ? : Kabanikha (L'orage) : ?
- ? : Krutchinina (Coupable sans culpabilité) d'Alexandre Ostrovski : ?
- ? : Vassa Jeleznova de Maxime Gorki : ?
- ? : Lyubov Yarovaya (ru) de Konstantin Trenev : ?
- 1928 : Sevil : ?
- 1961 : L'Île d'Aphrodite d'Alexis Parnis : mère